# منی آیلند (آرکانزاس)
منی آیلند (به انگلیسی: Many Islands) یک منطقهٔ مسکونی در ایالات متحده آمریکا است که در شهرستان فولتن، آرکانزاس واقع شده‌است. منی آیلند ۱۳۱٫۰۷ متر بالاتر از سطح دریا واقع شده‌است.